# Lithium-luchtbatterij
De lithium-luchtbatterij of lithium-airbatterij, afgekort Li-air, is een metaal-lucht-batterij die gebruikmaakt van oxidatie van lithium aan de anode en de reductie van zuurstof aan de kathode om een elektrische stroom op te wekken. De technologie werd voor het eerst voorgesteld in de jaren 70 als een mogelijke stroombron voor elektrische voertuigen. In het eerste decennium van de 21e eeuw werd de wetenschappelijke interesse in de technologie opnieuw gewekt door vooruitgang in de materiaalkunde en de toenemende vraag naar milieuvriendelijke en olie-onafhankelijke energiebronnen.

## Techniek
Het grootste potentiële voordeel van Li-air-technologie is de grote energiedichtheid, een maat voor de hoeveelheid energie die bewaard kan worden voor een bepaalde massa. Een lithium-luchtbatterij kan theoretisch een energiedichtheid behalen van 12 kWh/kg, vergelijkbaar met traditionele benzine (13 kWh/kg). Door de zuurstof uit de lucht te gebruiken en niet de oxidator in de batterij te huisvesten, kan deze dichtheid behaald worden.
De techniek vereist significant onderzoek in een aantal domeinen voordat een commerciële toepassing mogelijk is. Er zijn vier mogelijke benaderingen die nagestreefd worden:
- Aprotisch
- Waterig
- Solid state
- Gemengd aprotisch/waterig

Lithium-batterijen hebben aanzienlijke aandacht gekregen vanaf 1970. De eerste, commerciële lithium-cellen verschenen 20 jaar later. Lithium-batterijen bieden hoge prestaties vanwege de hoge specifieke energiedichtheid. De nominale spanning per cel van een Li-air-batterij bedraagt 2,91 V.

## Nadelen
Lithium-air-batterijen hebben de volgende tekortkomingen:
- Relatief weinig herlaadcycli
- Lange herlaadtijden
- Niet stabiel en daardoor niet veilig (lithium-ionbatterijen zijn ook niet stabiel, maar het risico is veel kleiner)[1]

Door de jaren heen is naarstig gezocht naar een oplossing van de problemen. Onderzoekers schatten dat de Li-air-batterij pas op zijn vroegst na 2030 geschikt zal kunnen worden gemaakt voor gebruik op grote schaal.

## Bron
- Een gedeelte van dit artikel is een vertaling van het overeenkomstige artikel op de Engelstalige Wikipedia, dat beschikbaar is onder de licentie CC BY-SA. Voor auteurs van dat artikel, zie aldaar: